# 藤本勝彦
藤本 勝彦（ふじもと かつひこ、1930年10月6日 - ）は北海道出身の元騎手。調教師の藤本冨良は父、日刊競馬トラックマンの藤本貴久は実子。

## 来歴・人物
1950年に騎手免許を取得してデビューし、父の厩舎に騎手生活を通して所属し続けた。1年目の同年4月2日にトツプホームで初騎乗（5着）を果たし、5月3日の中山オープンで1948年の皐月賞馬ヒデヒカリに騎乗して初勝利を挙げる。1961年の金杯 (東)をヤマニンモアーで制して重賞初制覇、1962年には優駿牝馬をオーハヤブサで制してキャリア唯一のGI級レース・八大競走制覇を遂げる。感情を表に出す性格と思い切りの良い騎乗で知られ、大厩舎の御曹司で騎乗馬に比較的恵まれたこともあってか毎年コンスタントに20勝前後を挙げ活躍し、日本騎手クラブ関東支部長を務めた経験もある。東京優駿は勝てなかったものの通算で2着2回3着1回という成績を残し、メイズイとグレートヨルカの「MGダービー」と喧伝された1963年には18頭中8番人気のイロハを3着、1967年には28頭中10番人気のヤマニンカツプを同厩アサデンコウの2着、ヒカルイマイが二冠を達成した1971年には28頭中20番人気のハーバーローヤルを2着に導くなど人気薄でしばしば激走し、「ダービーの穴男」としても知られていた。同年は自己最多の29勝を挙げ、全国リーディングでも自己最高の21位にランクイン。1972年9月15日の中山第5競走4歳以上200万下にて自身の騎乗する3番人気のハーバータイガーを2着までに入らないようにし（結果は5着）、1番人気のスイートエメラルドと2番人気のシネマモーションがすんなり1・2着できるようする（結果は人気通り）という八百長依頼を知人から受けて実行。それに伴い現金などの賄賂を受け取っていたことが発覚したほか、その後の調べで知人を中心としたグループとともに複数回の八百長を行っていたことを自供し、1973年10月10日に競馬法違反容疑で逮捕された。証拠不十分により同31日に釈放されたが、事態を重く見た日本中央競馬会から1974年2月28日までの騎乗停止処分を下される。この一件により、事実上騎手生命を絶たれることとなった。
引退後は静岡県御殿場市の富士牧場公園でサラブレッドスクール担当、千葉県長生郡睦沢町の西山牧場一宮トレーニングセンターで場長を務めた。現在の消息は不明。

## 通算成績
騎手成績
| 通算成績 | 1着 | 2着 | 3着 | 4着以下 | 騎乗回数 | 勝率 | 連対率 |
| -------- | --- | --- | --- | ------- | -------- | ---- | ------ |
| 平地     | 411 | 374 | 342 | 1,594   | 2,721    | .151 | .288   |

（障害競走騎乗経験なし）

### 主な騎乗馬
※太字は旧八大競走を含むGI級レース。
- ヤマニンモアー（1961年金杯 (東)）
- オーハヤブサ（1962年京成杯、優駿牝馬）
- ムネヒサ（1967年日本短波賞）
- アタックブルー（1969年ステイヤーズステークス）
- ケンサチオー（1971年スプリンターズステークス）
- マミーブルー（1972年京成杯3歳ステークス）